# 17251 Вондрачек
17251 Вондрачек (17251 Vondracek) — астероїд головного поясу, відкритий 7 квітня 2000 року.
Тіссеранів параметр щодо Юпітера — 3,571.